# Johan Strömberg
Johan Viktor Strömberg, född 25 juni 1863 i Viborg, död 22 oktober 1932 i Ekenäs. var en finländsk arkitekt.
Strömberg utexaminerades 1887, idkade fortsatta studier i Berlins tekniska högskola och verkade som lärare vid industriskolan i Åbo 1891–1898. Han flyttade 1898 till Kuopio, där han undervisade vid industriskolan i byggnadslära och deskriptiv geometri och idkade samtidigt praktik; han ritade bland annat saluhallen (1902), stadsmuseet (1907) och Finlands Bank (1912) i Kuopio, Tarinaharju sanatorium i Siilinjärvi (1911) samt fabriks- och bostadsbyggnader. Han gav ut en lärobok i perspektivlära (Perspektiiviopin pääpiirteet, 1912).